# Liste der Monuments historiques in Bannalec
Die Liste der Monuments historiques in Bannalec führt die Monuments historiques in der französischen Gemeinde Bannalec auf.

## Liste der Bauwerke
| Bezeichnung                        | Beschreibung              | Standort                                           | Kennzeichnung | Schutzstatus | Datum | Bild           |
| ---------------------------------- | ------------------------- | -------------------------------------------------- | ------------- | ------------ | ----- | -------------- |
| Allée couverte de l’Église Blanche |                           | (Lage)                                             | PA00089825    | Classé       | 1973  |                |
| Allée couverte de Kermaout         |                           | (Lage)                                             | PA00089826    | Classé       | 1975  | weitere Bilder |
| Kapelle Ste-Véronique              | Erbaut im 17. Jahrhundert | (Lage)                                             | PA00089829    | Classé       | 1914  | weitere Bilder |
| Dolmen de Cosquériou d’An Traon    |                           | (Lage)                                             | PA00089827    | Inscrit      | 1973  |                |
| Kirche Notre-Dame-du-Folgoët       | Erbaut im 16. Jahrhundert | Place de la Paix Rue de Scaër Rue Nationale (Lage) | PA00089828    | Inscrit      | 1926  | weitere Bilder |

## Liste der Objekte

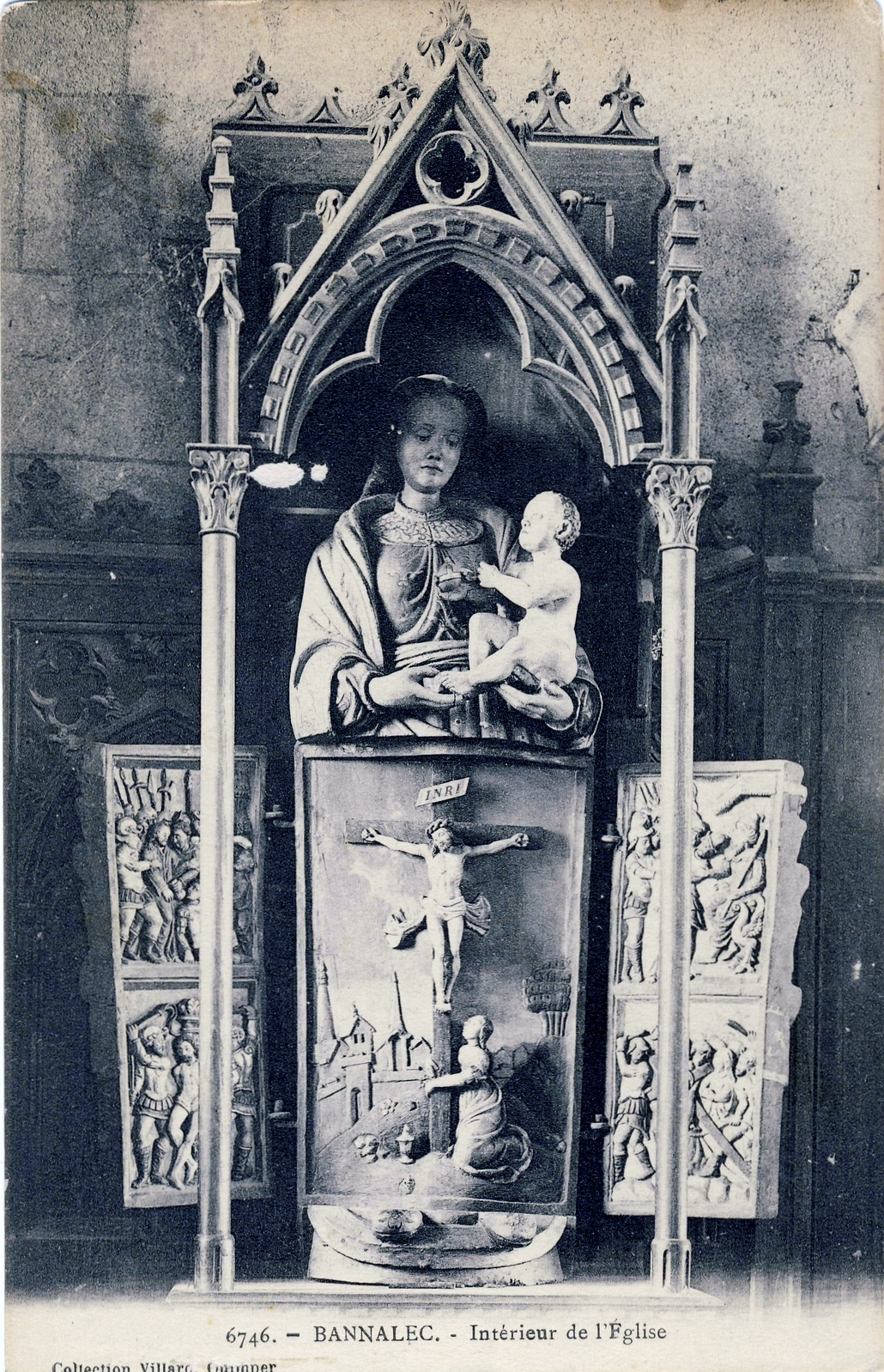
Skulptur Madonna und Kind (17. Jahrhundert) in der Kirche Notre-Dame-du-Folgoët

- Monuments historiques (Objekte) in Bannalec in der Base Palissy des französischen Kultusministeriums